# Studierendenwerk Rostock-Wismar
Das Studierendenwerk Rostock-Wismar ist eine Anstalt öffentlichen Rechts und eines von zwei Studentenwerken in Mecklenburg-Vorpommern. Es soll die Studierenden der Universität Rostock, der Hochschule Wismar und der Hochschule für Musik und Theater Rostock fördern. Zur Erfüllung seiner Aufgaben verwaltet und betreibt es sechs Mensen und neun Wohnheime in Rostock sowie eine Mensa und vier Wohnheime in Wismar.

## Geschichte
Wie alle elf Studenten- und Studierendenwerke der neuen Bundesländer, wurde auch das Studierendenwerk Rostock-Wismar nach der Wende im Jahre 1991 gegründet. Der Tag der Neugründung als  Studentenwerk Rostock  ist der 1. August 1991. Der Verwaltungsrat  konstituierte sich bereits am 27. November 1990, nachdem der Ministerrat der DDR am 18. September 1990 die Errichtung von Studierendenwerken in den neuen Bundesländern verordnete.
Bis einschließlich zum 31. Dezember 2017 trug das Studierendenwerk Rostock-Wismar den Namen „Studentenwerk Rostock“.

## Aufgaben
Die Aufgaben der Studierendenwerke in Mecklenburg-Vorpommern sind durch § 4 des Studierendenwerksgesetz (StudWG M-V) festgelegt und werden durch § 2 der Satzung des Studierendenwerkes Rostock näher beschrieben und ergänzt. Grundsätzlich lässt sich der Aufgabenbereich der Studierendenwerke als die Förderung der Studierenden der betreuten Hochschulen in den Bereichen Soziales, Finanzielles, Gesundheit und Kultur beschreiben.

### Verpflegung
Am 4. Mai 1919 soll in Rostock die erste „mensa academica“ und damit eine der ersten Mensen Deutschlands eröffnet worden sein. Die Mensa Süd wurde sowohl 2003 als auch 2012 vom Magazin Unicum zur besten Mensa Deutschlands gekürt.
| Mensa            | Sitzplätze (innen) | Sitzplätze (außen) | Produktionsmensa | Eröffnung                                           |
| ---------------- | ------------------ | ------------------ | ---------------- | --------------------------------------------------- |
| Süd              | 668                | Ja                 | Ja               | Oktober 1999                                        |
| St.-Georg-Straße | 238                | Ja                 | Ja               | 1992-06-12 (vorher betrieben durch die Universität) |
| E1nstein         | 100                | 40                 | Nein             | 2013-06-07                                          |
| Kantilene (hmt)  | 74                 | Ja                 | Nein             | 2017-10-05                                          |
| Multiple Choice  | 76                 | 60                 | Nein             | 2014-10-06                                          |
| Ulme             | 240                | 40                 | Ja               | 2019-05-16                                          |
| Wismar           | 459                | Ja                 |                  | 2003                                                |

| Mensa       | Sitzplätze (innen) | Sitzplätze (außen) | Produktionsmensa | Eröffnung    | Schließung |
| ----------- | ------------------ | ------------------ | ---------------- | ------------ | ---------- |
| Kleine Ulme | 124                | Ja                 | Ja               | Oktober 2008 | 2019-04-26 |
| Ulme 69     | 126                | Nein               | Nein             | Februar 2001 | 2019-05-10 |

### Wohnen
Im Jahr 2020 hatte das Studierendenwerk Rostock-Wismar in seinen 14 Studierendenwohnheimen insgesamt 2.120 Wohnheimplätze (davon 1.504 in Rostock und in 616 Wismar).

### Studienfinanzierung
Das Amt für Ausbildungsförderung des Studierendenwerkes Rostock-Wismar ist neben seinen Aufgaben für die drei zu betreuenden Hochschulen ebenfalls bundesweit für die Förderung von Ausbildungsaufenthalten in Schweden zuständig.

### Beratungsleistungen
Das Studierendenwerk Rostock-Wismar bietet psychologische, soziale und Rechtsberatungen an. Der Sozialbereich wird hierbei vollständig durch Semesterbeiträge getragen.

## Gremien und Struktur
Die Geschäftsführung des Studierendenwerkes Rostock-Wismar wird nach Wahl durch den Aufsichtsrat durch das Ministerium für Wissenschaft, Kultur, Bundes- und Europaangelegenheiten Mecklenburg-Vorpommern für fünf Jahre bestellt. Sie leitet das Studierendenwerk und vertritt es gerichtlich und rechtsgeschäftlich. Der Aufsichtsrat wird aus vier Studierenden der betreuten Standorte, einem Kanzler  einer der Standorte, einem leitenden Mitglied der Kommunalverwaltung, und zwei weiteren Mitgliedern mit Fachkenntnis gebildet. Zudem ist der Vorsitz des Personalrats beratendes Mitglied des Aufsichtsrates.
Zum gemeinsamen Austausch, der Gewährleistung von Transparenz und Angebotsverbesserung trifft sich regelmäßig ein Mensaausschuss bestehend aus Vertretungen aller Gästegruppen und Vertretungen des Studierendenwerkes.